# Diakon
Diakon je krščanski duhovnik nižje stopnje, zlasti v Rimskokatoliški in v Pravoslavnih Cerkvah. Naziv diakon dobi pri diakonskem posvečenju.
Beseda diakon izvira iz grške besede starogrško διάκονος [diakonos] = strežnik. Prvi znani diakoni so bili sedmeri jeruzalemski diakoni s Štefanom na čelu (glej Apd  6,1-6).
Diakon je lahko stalna služba, za marsikoga pa je to le prehodna stopnja na poti do mašniškega posvečenja.
Diakonsko posvečenje lahko (v katolištvu in v pravoslavju) prejme tudi moški, ki je že poročen. V katolištvu to pomeni, da mora ostati stalni diakon, saj je za duhovnike-mašnike obvezen celibat.

## Ženske - diakonise
V zgodnjem krščanstvu niso bile nič nenavadnega diakonise oziroma diakonese (ženske diakoni), ki so skrbele zlasti za revne, vdove in sirote, pogosto pa so skrbele tudi za pripravo žensk - katehumenk na prejem krsta. Celo v Pavlovem pismu Rimljanom lahko beremo omembo diakonise:

Priporočam vam našo sestro Fojbo, ki je diakonísa v Cerkvi v Kenhrejah: sprejmite jo v Gospodu, kakor se spodobi svetim, in ji stojte ob strani v vsem, kar bi potrebovala od vas, saj je bila tudi ona v pomoč mnogim in tudi meni.
(Rim 16,1-2)

Pozneje so diakonise ohranile naziv, vendar niso bile deležne diakonskega posvečenja. V Rimskokatoliški Cerkvi so diakonise obstajale do 11. stoletja. Danes so diakonise najbolj aktivne v protestantizmu.